# 243
Évszázadok: 2. század – 3. század – 4. század
Évtizedek: 190-es évek – 200-as évek – 210-es évek – 220-as évek – 230-as évek – 240-es évek – 250-es évek – 260-as évek – 270-es évek – 280-as évek – 290-es évek
Évek: 238 – 239 – 240 – 241 –  242 – 243 – 244 – 245 – 246 – 247 – 248

## Események

### Római Birodalom
- Lucius Annius Arrianust és Cais Cervonius Papust választják consulnak.
- A resaenai csatában a rómaiak legyőzik a perzsákat, majd visszafoglalják az észak-mezopotámiai Edesszát, Niszibiszt és Carrhaét.
- A római haderő főparancsnoka, Timesitheus praetoriánus prefektus vérhasban meghal (egyes vélemények szerint megmérgezték). Utódjául III. Gordianus császár Philippus Arabsot nevezi ki a testőrgárda élére.

## Születések
- Szun Hao, Vu császára
- Szun Liang, Vu császára

## Halálozások
- Caius Furius Sabinius Aquila Timesitheus, római politikus és hadvezér

## Fordítás
- Ez a szócikk részben vagy egészben  a(z)   243 című angol Wikipédia-szócikk ezen változatának fordításán alapul.  Az eredeti cikk szerkesztőit annak laptörténete sorolja fel. Ez a jelzés csupán a megfogalmazás eredetét és a szerzői jogokat jelzi, nem szolgál a cikkben szereplő információk forrásmegjelöléseként.